# Богданівка (Новомиколаївська селищна громада)
Богдані́вка — село в Україні, у Новомиколаївській селищній громаді Запорізького району Запорізької області. Населення становить 122 осіб. До 2020 орган місцевого самоврядування - Сторчівська сільська рада.

## Географія
Село Богданівка знаходиться на відстані 1,5 км від села Каштанівка, за 2 км від села Сторчове та за 2,5 км від села Нововолодимирівка. По селу протікає пересихаючий струмок з загатою.

## Історія
12 червня 2020 року, відповідно до Розпорядження Кабінету Міністрів України від № 713-р «Про визначення адміністративних центрів та затвердження територій територіальних громад Запорізької області», увійшло до складу Новомиколаївської селищної громади.
19 липня 2020 року, в результаті адміністративно-територіальної реформи та ліквідації Новомиколаївського району, село увійшло до складу Запорізького району.

## Населення

### Мова
Розподіл населення за рідною мовою за даними перепису 2001 року:
| Мова            | Кількість | Відсоток |
| --------------- | --------- | -------- |
| українська      | 106       | 86.89%   |
| російська       | 11        | 9.01%    |
| інші/не вказали | 5         | 4.10%    |
| Усього          | 122       | 100%     |